# Saint-Martin (Friburgo)
Saint-Martin (hispanizado San Martín) es una comuna suiza del cantón de Friburgo, situada en el distrito de Veveyse. Limita al norte con la comuna de Le Flon, al este con La Verrerie, al sureste con Semsales, al sur con Maracon (VD), y al suroeste con Oron (VD).
La comuna fue creada el 1 de enero de 2004 tras la fusión de las antiguas comunas de Saint-Martin, Besencens y Fiaugères.

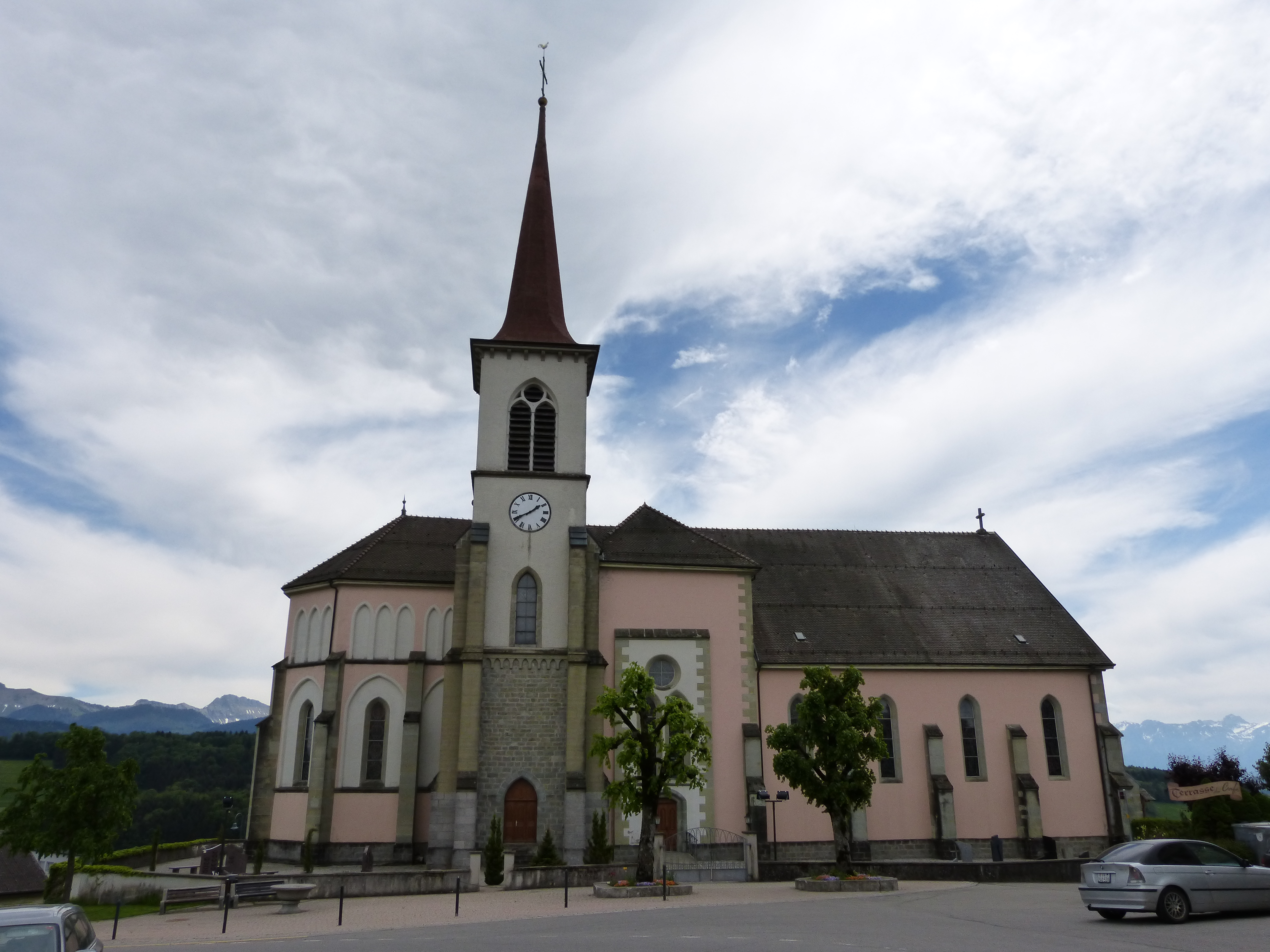
Iglesia de Saint-Martin.